# Coatlán del Río
Coatlán del Río é um município do estado de Morelos, no México.